# Blainville-sur-Mer
Blainville-sur-Mer är en kommun i departementet Manche i regionen Normandie i norra Frankrike. Kommunen ligger i kantonen Saint-Malo-de-la-Lande som tillhör arrondissementet Coutances. År 2022 hade Blainville-sur-Mer 1 604 invånare.

## Befolkningsutveckling
Antalet invånare i kommunen Blainville-sur-Mer
| Referens: INSEE |

## Galleri

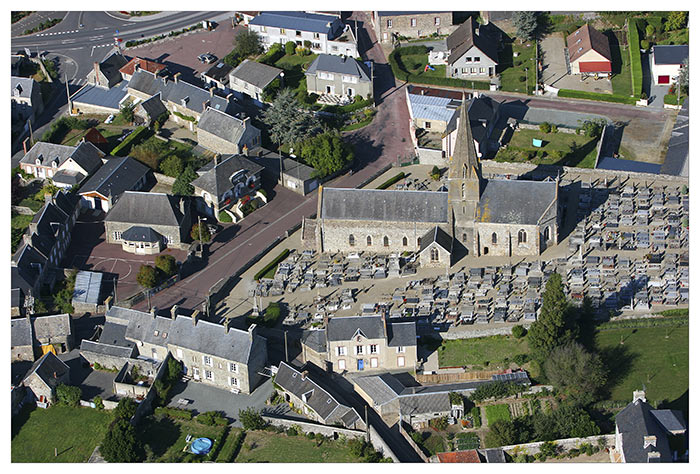
Kyrkan
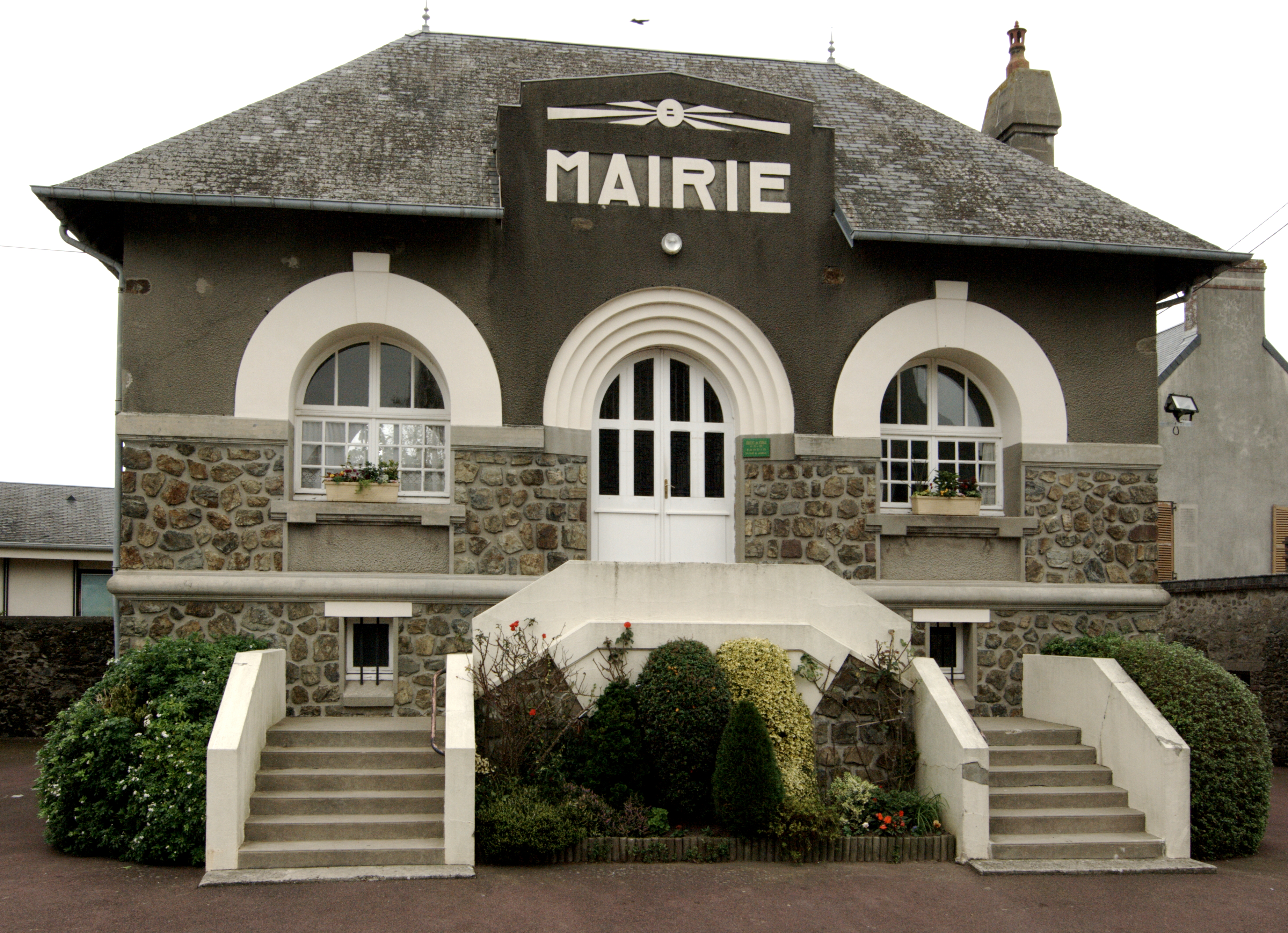
Rådhuset
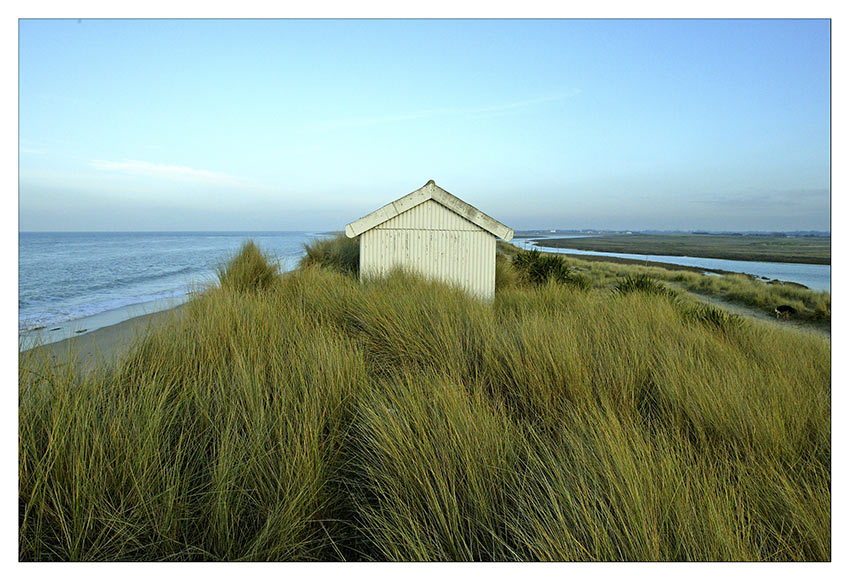
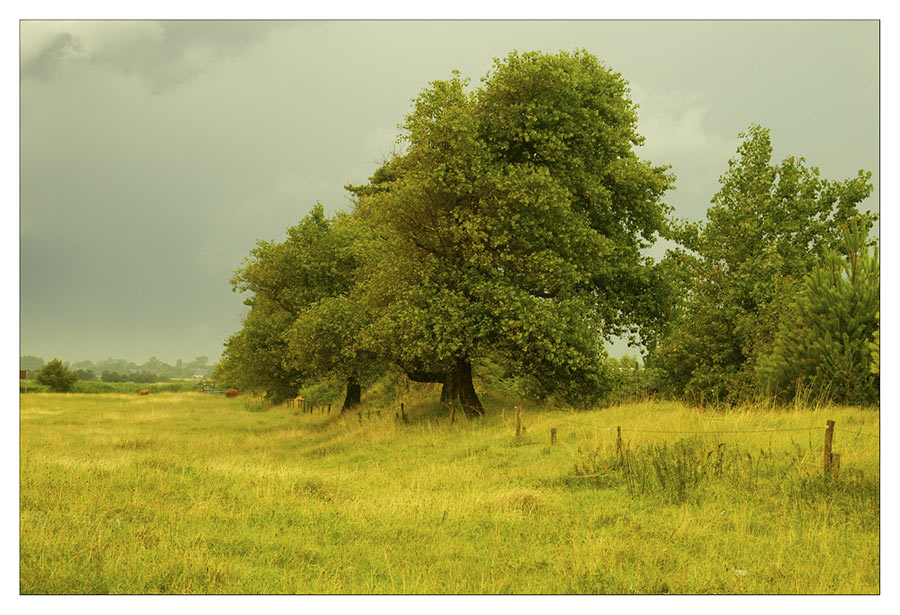